# 瑪格麗特·鮑斯
瑪格麗特·鮑斯（德語：Margarete Bause，1959年1月19日—）是德國綠黨國會議員。1986年至1990年及2003年至2017年，她是巴伐利亞州議會議員。2017年，她當選為德國國會議員。

## 個人背景
鮑斯於1959年1月19日於韋爾特海姆出生。童年時與三位兄長蘭休特附近的村莊生活，並在家中的農場協助母豬接生，曾因此萌生當獸醫的念頭。
1978年完成高考後，鮑斯入讀慕尼黑大學，主修日耳曼學、政治學及社會學。畢業後在社會學系擔任研究員，協助社會學家烏爾利希·貝克的研究工作。